# Professional'nyj Basketbol'nyj klub CSKA 2019-2020
Questa voce raccoglie le informazioni riguardanti il Professional'nyj Basketbol'nyj klub CSKA nelle competizioni ufficiali della stagione 2019-2020.

## Stagione
La stagione 2019-2020 del Professional'nyj Basketbol'nyj klub CSKA è la 29ª nel massimo campionato russo di pallacanestro, la VTB United League.

## Roster
Aggiornato al 12 luglio 2019
| PBK CSKA Mosca 2019-20 | PBK CSKA Mosca 2019-20 |
| Giocatori              | Staff tecnico          |
| ---------------------- | ---------------------- |

| N. | Naz.                                       | Ruolo | Nome               | Anno | Alt.   | Peso   |  |
| -- | ------------------------------------------ | ----- | ------------------ | ---- | ------ | ------ |  |
| 3  | Russia (bandiera)                          | AC    | Joel Bolomboy      | 1994 | 206 cm | 107 kg |  |
| 4  | Russia (bandiera)                          | G     | Aleksandr Chomenko | 1999 | 191 cm | 84 kg  |  |
| 5  | Stati Uniti (bandiera)                     | P     | Mike James         | 1990 | 185 cm | 91 kg  |  |
| 7  | Russia (bandiera)                          | G     | Ivan Uchov         | 1995 | 193 cm | 85 kg  |  |
| 10 | Russia (bandiera)                          | AG    | Daniil Kočergin    | 1999 | 208 cm | 89 kg  |  |
| 11 | Russia (bandiera)                          | AG    | Semën Antonov      | 1989 | 202 cm | 104 kg |  |
| 13 | Lettonia (bandiera)                        | PG    | Jānis Strēlnieks   | 1989 | 191 cm | 84 kg  |  |
| 17 | Germania (bandiera)                        | C     | Johannes Voigtmann | 1992 | 211 cm | 115 kg |  |
| 20 | Russia (bandiera)                          | AG    | Andrej Voroncevič  | 1987 | 207 cm | 107 kg |  |
| 21 | Stati Uniti (bandiera)                     | AP    | Will Clyburn       | 1990 | 201 cm | 95 kg  |  |
| 23 | Italia (bandiera)                          | G     | Daniel Hackett     | 1987 | 198 cm | 96 kg  |  |
| 26 | Cuba (bandiera)                            | AP    | Howard Sant-Roos   | 1991 | 201 cm | 85 kg  |  |
| 28 | Russia (bandiera)                          | AG    | Andrej Lopatin     | 1998 | 208 cm | 92 kg  |  |
| 30 | Russia (bandiera)                          | PG    | Michail Kulagin    | 1994 | 191 cm | 93 kg  |  |
| 31 | Stati Uniti (bandiera) · Grecia (bandiera) | C     | Kosta Koufos       | 1989 | 213 cm | 111 kg |  |
| 32 | Stati Uniti (bandiera)                     | GA    | Darrun Hilliard    | 1993 | 198 cm | 100 kg |  |
| 41 | Russia (bandiera)                          | A     | Nikita Kurbanov    | 1986 | 202 cm | 99 kg  |  |
| 42 | Stati Uniti (bandiera)                     | C     | Kyle Hines (C)     | 1986 | 198 cm | 111 kg |  |
| 84 | Stati Uniti (bandiera)                     | G     | Ron Baker          | 1993 | 193 cm | 99 kg  |  |

| Allenatore |
| - Dīmītrīs Itoudīs                                                                                               |
| Assistente/i |
| - Anton Judin - Darryl Middleton - Andreas Pistiolīs Legenda - (C) Capitano - (IN) Inattivo - Infortunato Roster |

## Mercato

### Sessione estiva
| Acquisti | Acquisti           | Acquisti         | Acquisti   | Acquisti |
| R.a      | Nome               | da               | Modalità   |          |
| -------- | ------------------ | ---------------- | ---------- | -------- |
| C        | Johannes Voigtmann | Saski Baskonia   | definitivo |          |
| GA       | Darrun Hilliard    | Saski Baskonia   | definitivo |          |
| PG       | Jānis Strēlnieks   | Olympiakos       | definitivo |          |
| C        | Kosta Koufos       | Sacramento Kings | definitivo |          |
| G        | Ron Baker          | Free agent       | definitivo |          |
| P        | Mike James         | Olimpia Milano   | definitivo |          |
| AG       | Aleksandr Šaškov   | Olimpia Milano   | definitivo |          |

| Cessioni | Cessioni         | Cessioni         | Cessioni       | Cessioni |
| R.       | Nome             | a                | Modalità       |          |
| -------- | ---------------- | ---------------- | -------------- | -------- |
| GA       | Cory Higgins     | Barcellona       | fine contratto |          |
| AG       | Alec Peters      | Anadolu Efes     | fine contratto |          |
| PG       | Nando de Colo    | Fenerbahçe       | fine contratto |          |
| P        | Sergio Rodríguez | Olimpia Milano   | fine contratto |          |
| C        | Othello Hunter   | Maccabi Tel Aviv | fine contratto |          |

### Dopo l'inizio della stagione
| Acquisti | Acquisti         | Acquisti  | Acquisti        | Acquisti              |
| R.       | Nome             | da        | Data            | Modalità              |
| -------- | ---------------- | --------- | --------------- | --------------------- |
| AP       | Howard Sant-Roos | AEK Atene | 11 gennaio 2020 | definitivo (500000 €) |

| Cessioni | Cessioni | Cessioni | Cessioni | Cessioni |
| R.       | Nome     | a        | Data     | Modalità |
| -------- | -------- | -------- | -------- | -------- |